# 秋田市立寺内小学校
秋田市立寺内小学校（あきたしりつ てらうちしょうがっこう）は、秋田県秋田市寺内にある公立小学校。学校区は、秋田市中央部、おおむね、古四王神社以南、新国道沿い中部、草生津川両岸となっている。  

## 概要
1990年創立。寺内南部東部地域、八橋の一部を学区とし、太陽の子を最大テーマとしている。ほとんどの生徒が、秋田市立泉中学校に進学する。
令和12年3月31日を目処に、秋田市立八橋小学校に統合される予定となっている。
- 敷地面積： 18,162 m2
- 校舎面積：4,990m2
- 屋内運動場面積：1,092m2
- 屋外運動場面積:   8,498 m2[2]

## 教育目標
- 心ゆたかで たくましい 子どもの育成 一人一人が輝く「太陽の学校」の創造
  - 思いやりの心をもち協力し合う子ども
  - よく考え進んで学習する子ども
  - 根気強く、最後までやりぬく子ども

## 沿革
以下、注釈の無い項目は学校の公式サイトの情報によるもの。
- 1990年　開校式、校歌「みんなは太陽」制定
- 1991年　松下視聴覚教育研究助成校、斎藤憲三顕彰会研究助成校
- 1992年　ソニー賞努力校受賞
- 1994年　全県花だんコンクール特別優秀賞
- 2004年　全日本小学校ホームページ大賞秋田県優秀校
- 2008年 第5回寺内七夕まつりでJAXA記念講演
- 2013年　八橋陸上競技場で初の全校マラソン大会
- 2015年 全国教育美術展学校賞
- 2019年 創立30周年記念行事、マスコットキャラクター「てらっち」誕生

## 校歌
- を参照。
- 作詞 大友康二、作曲 三浦修二、　補作　武藤　芳

## 部活動
- 器楽部

## スポーツ少年団
- 野球
- サッカー
- バスケット男女
- バレー男女

## 主な進学先
- 秋田市立泉中学校

## 最寄駅
- 秋田駅
- 泉外旭川駅

## アクセス
- 秋田中央交通　将軍野線土崎線　寺内地域センター前下車他

## 著名出身者
- 鈴木陽成 - (サッカー選手)